# Titularbistum Abora
Das Bistum Abora (italienisch diocesi di Abora, lateinisch Dioecesis Aborensis) ist ein Titularbistum der römisch-katholischen Kirche.
Es geht zurück auf einen untergegangenen Bischofssitz in der gleichnamigen antiken Stadt, die in der römischen Provinz Africa proconsularis (heute nördliches Tunesien) lag. Der Bischofssitz war der Kirchenprovinz Karthago zugeordnet.
| Titularbischöfe von Abora |                                   |                                                            |                    |                    |
| Nr.                       | Name                              | Amt                                                        | von                | bis                |
| 1                         | Bruno-Augustin Hippel SAC         | Apostolischer Vikar von Oudtshoorn (Südafrikanische Union) | 9. Dezember 1948   | 11. Januar 1951    |
| 2                         | Jean de Vienne de Hautefeuille CM | emeritierter Bischof von Tientsin (Volksrepublik China)    | 14. Juni 1951      | 21. September 1957 |
| 3                         | Vincentas Sladkevičius MIC        | Weihbischof in Kaišiadorys (Litauen)                       | 14. November 1957  | 28. Juni 1988      |
| 4                         | Vincent Malone                    | Weihbischof in Liverpool (Großbritannien)                  | 13. Mai 1989       | 18. Mai 2020       |
| 5                         | Jeffrey Grob                      | Weihbischof in Chicago (USA)                               | 11. September 2020 | 4. November 2024   |
| 6                         | Jean Tailleur                     | Weihbischof in Québec (Kanada)                             | 12. Dezember 2024  |                    |